# Schendylops paolettii
Schendylops paolettii är en mångfotingart som först beskrevs av Pereira och Minelli 1993.  Schendylops paolettii ingår i släktet Schendylops och familjen småjordkrypare.
Artens utbredningsområde är Venezuela. Inga underarter finns listade i Catalogue of Life.